# توسیو
توسیو (به ایتالیایی: Tussio) یک سکونتگاه مسکونی در ایتالیا است که در Prata d'Ansidonia واقع شده است.